# Nonaspe (kommun)
Nonaspe är en kommun i Spanien.   Den ligger i provinsen Provincia de Zaragoza och regionen Aragonien, i den östra delen av landet, 300 km öster om huvudstaden Madrid. Antalet invånare är 1 064.